# Utu-hengal
Utu-hengal (sumersko 𒀭𒌓𒃶𒅅, Dutu-ḫe₂-ŋal₂) ali Utu-Hegal je bil eden prvih domorodnih sumerskih kraljev, ki je vladal po več stoletjih akadske in gutske vladavine.  V njegovih napisih se omenja kot uradni kralj Uruka, zato se šteje za ustanovitelja in edinega člana Pete uruške dinastije.
Njegov zet Ur-nammu je bil ustanovitelj Tretje urske dinastije.

## Življenje in vladanje
Ozadje njegovega vladanja je povezano z več teorijami.  Najpogosteje se omenja, da je bil guverner Uruka, ki se je okoli leta 2050 pr. n. št. uprl gutski oblasti. Sumerska mesta je povedel proti zadnjemu gutskemu kralju Tiriganu. V bitki na neznani lokaciji je Utu-Hengal zmagal in prisilil Tirigana na beg proti Gutiji. Tirigan je pobegnil v mesto Dubrum (lokacija neznana), kjer so ga prijazno sprejeli. Ko so meščani izvedeli, da se mestu približuje Utu-hengalova vojska, so Tirigana in njegovo družino aretirali in pripeljali pred Utu-hengala. Tirigan je privolil, da zapusti Sumerijo in se umakne nazaj v Gutijo in bil nato osvobojen.
Po porazu Gutijcev se je Utu-hengal uveljavil kot sumerski kralj. V sedmem letu kraljevanja je tragično umrl v nesreči pri pregledu jezu. Nekateri so sumili, da je šlo za umazano igro. Na sumerskem prestolu ga je nasledil njegov zet, guverner Ura Ur-Nammu. Utu-hengal je bil zato edili kralj iz Pete uruške dinastije. Sumerci so Utu-hengalvo kraljestvo in Tretju ursko dinastija pravzaprav vedno obravnavali kot eno samo neprekinjeno dinastijo, katere ustanovitelj je bil Utu-hengal. Sumerci so ga poveličevali kot enega od največjih zgodovinskih osebnosti in junakov sumerskega ljudstva.

## Naslavljanje
Utu-hengal se je na svoji steli zmage opisal kot:
𒀭𒌓𒃶𒅅 / 𒍑𒆗𒂵 / 𒈗𒀕𒆠𒂵 / 𒈗𒀭𒌒𒁕 𒐉𒁀
Dutu-he2-gal2 / nita kal-ga / lugal unuki-ga / lugal an-ub-da limmu5-ba

"Utu-hengal, veliki mož, kralj Uruka, kralj štirih strani sveta"
— Utu-hengalovi naslovi na njegovi steli zmage

## Družina
Utu-hengal je imel hčerko, poročeno z Ur-Nammujem, ki je rodila njegovega naslednika Šulgija. Hčerka ga je s poroko povezala Tretju ursko dinastijo. Šulgijev naslednik je bil njegov sin Amar-Sin.

## Napisi
Utu-hengal je znan z veliko napisov.

### Stela zmage
Stelo zmage je Utu-Hengal postavil v Uruku. V obdobju Isinske dinastije je bila izdelana kopija, ki je zdaj v Muzeju Louvre (AO 6018). Na njej je opisana kraljeva zmaga nad Gutijci, zlasti nad njihovim kraljem Tiriganom. Začetek napisa se glasi:
"Enlil! Gutijci, strupena kača z gora, ljudstvo, ki je nasilno delovalo proti bogovom, ljudje, ki jih je Sumersko kraljestvo pregnalo nazaj v gore, ki so Sumerijo napolnili  z zlobo, ki so nekomu, ki je imel ženo, vzeli ženo, ki so nekomu, ki je imel otroka, vzeli otroka, ki so v državi povzročili zlo in nasilje – Enlil, kralj vseh dežel, da bi izbrisal njihovo ime, Utuḫegal, mogočni mož, kralj Uruka, kralj štirih strani sveta,  čigar besed ni mogoče preklicati, Enlil, kralj vseh dežel, mu je za to izdal ukaz. K svoji gospe Inani je šel in molil, rekoč: »Moja gospa, levinja bitke, ki udrihaš po tujih deželah, Enlil, Sumersko kraljestvo naj se vrne pod tvoj nadzor, mi je ukazal. Bodi  moj zaveznik«. Vojska številnih tujcev je od vsepovsod vdrla v deželo. Tirigan, kralj Gutijcev, je odprl svoja usta (kanal?), vendar nihče ni šel proti njemu. Zasegel je oba bregova Tigrisa. Na jugu, v Sumeriji, je prisvojil  obdelovalno zemljo, na severu je prisvojil ceste. Glavne cesta v državi je zarasla visoka trava (....)
Utuḫegalovi odposlanci so Tirigana in njegovo ženo ter otroke ujeli v Dabrumu. Na roke so mu dali okove, čez oči pa so mu položili krpo (zavezali oči). Utuḫegal ga je prisilil, da se je ulegel pred Utujeve noge, in mu stopil za vrat. Gutija, strupena kača z gora, je pila iz razpok v zemlji."
— Utu-Hengalova stela zmage

### Vaza iz bakrove zlitine
Na vazi iz bakrove zlitine, ki je zdaj v Britanskem muzeju (BM 1999,0731.1), je naslednji Utu-hengalov napis:
Utu-hengal, mogočni mož, kralj Uruka, kralj štirih strani sveta; kdorkoli bo izbrisal napis in namesto (mojega) imena napisal svoje, ali tisti, ki ga bo odstranil, njegovo kraljevanje naj se konča. Njegovo potomstvo naj bo iztrebljeno. An, kralj bogov, in Inana, gospodarica Uruka … naj ga prekolneta!
— Napis na Utu-hengalovi vazi

### Kamnit fragment
Utu-hengalovo ime in naslovi so omenjeni tudi v napisu na kamnitem fragmentu, ki je v Britanskem muzeju:
"Utu-hengal, veliki mož, kralj Uruka, kralj štirih strani sveta."
- Del kammnitega spomenika z Utu-hengalovim imenom; Ur, okoli 2125 pr. n. št., zdaj Britanski muzej[14]
- "Utu-Hen(gal)" v klinopisu
- Utu-hengalov napis z imenom in naslovi[14]